# Gedinge
Das Gedinge ist eine Art der Akkordarbeit, bei der nur die zu erbringende Leistung vereinbart wird. Der Begriff Gedinge wird nur noch selten verwendet, er wird heute vor allem mit dem Bergbau assoziiert.
In einigen Branchen wird auch heute noch nach dem Prinzip des Gedingelohns bezahlt. So hat noch am 25. Februar 2010 das Bundesarbeitsgericht die Weitergeltung der Gedingerichtlinien im Bereich der SR 2 a des Abschnitts A der Anlage 2 MTArb (Gedingerichtlinien) vom 1. April 1964 bestätigt.

## Berufszweige mit Gedinge

### Bergbau

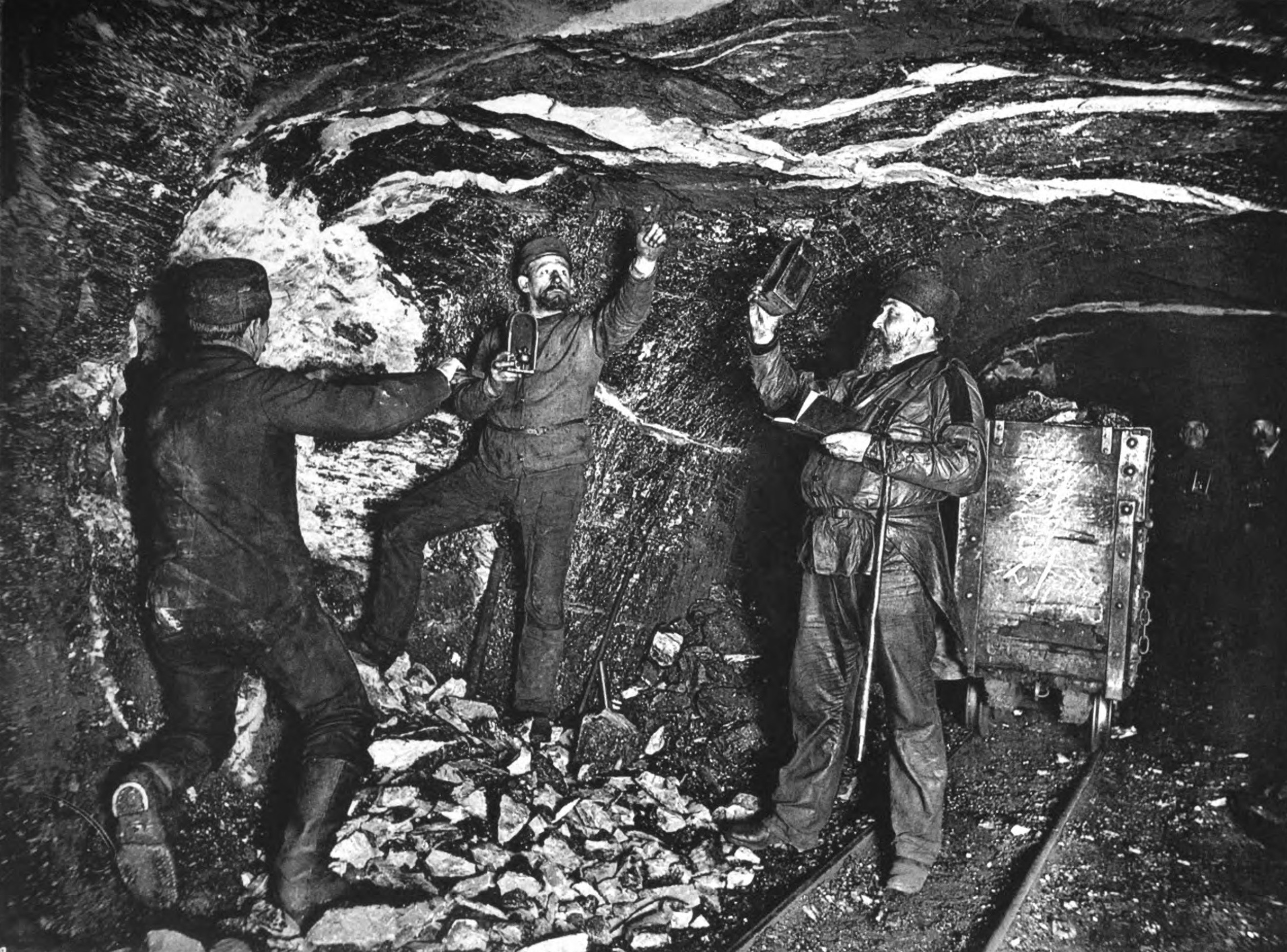
Gedingstellung im Bergbau

Im Gegensatz zur Arbeit über Tage, z. B. in Werkstätten oder auf Baustellen, war eine direkte Überwachung der Arbeitsleistung der Belegschaft im Bergbau unter Tage nicht möglich. Es bildete sich deshalb schon im 15. Jahrhundert eine spezielle Form der Entlohnung aus: das Gedinge. Der Arbeiter oder die Arbeitsgruppe wird nach erbrachter Leistung bezahlt, z. B. der Anzahl der geförderten Wagen oder der Länge der aufgefahrenen Strecke.
Das Gedinge wird individuell zwischen Ortsbelegschaft (vertreten durch Orts- oder Kameradschaftsältesten) und Betriebsleitung (vertreten durch Steiger oder Obersteiger) ausgehandelt. Häufig wurde ein sogenanntes Probehauen unter Aufsicht der Bergbeamten durchgeführt, um genau die angemessene Arbeitsleistung unter den gegebenen Bedingungen festlegen zu können.

### Landwirtschaft und Handwerk
Früher war das Gedinge – mit dieser Bezeichnung – auch in der Landwirtschaft und im Handwerk verbreitet. In der Landwirtschaft stand es im Gegensatz zum Tagelohn. Man machte über eine zu liefernde Ware oder eine andere Leistung als Ganzes ein Gedinge, z. B. ein Gedinge mit dem Schmied, ein Jahr lang den Hufbeschlag bei den Pferden zu leisten. Die Leistung wurde „verdingt“, man sagte: „dem Schmied den Hufschlag auf ein Jahr verdingen“.